# 蒙特普埃茲
蒙特普埃茲是東非國家莫桑比克的城市，由德爾加杜角省負責管轄，位於該國北部，鄰近馬拉維湖和印度洋沿岸，每年平均雨降量945毫米，2007年人口估計約76,004。
13°07′S 39°00′E / 13.117°S 39.000°E